# 长春药酒
长春药酒是潮汕出产的一种白酒，简称“长春酒”。和其名字不同，长春酒和长春并无任何关系，而是由官至四品的萧香谷从烟台致仕还乡后，在1848年于潮汕老家开设的酒坊。萧香谷平素爱好医学，爱收集民间医药良方，开设酒坊后用收集到的秘方，于1851年推出了“长春药酒”、“史国公药酒”、“紫金龙酒”以及跌打损伤酒等。状元华世奎因赞赏此酒，为萧家题写“萧广丰泰”的牌匾，后被用作商标。1954年当局将萧广丰泰和汕头其他酒广合并成立汕头酿酒厂，乃唯一出口长春药酒的企业，但因于多种原因，此酒只在在潮汕地区有知名度。2003年春，酒厂被大印象集团收购，成为民企；但萧香谷四世孙萧有治中医师和其子萧翰成立公司，依祖传秘方生产长春药酒，因此长春药酒现有两个不同厂家以各自的商标生产。